# آصف أحمد
آصف أحمد (بالإنجليزية: Asif Ahmad)‏ هو دبلوماسي بريطاني، ولد في 21 يناير 1956 في لندن في المملكة المتحدة.